# Balsall Common
Balsall Common är en ort i Storbritannien.   Den ligger i distriktet Solihull i grevskapet West Midlands i riksdelen England, i den södra delen av landet, 140 km nordväst om huvudstaden London. Balsall Common ligger 124 meter över havet och antalet invånare är 6 234.
Terrängen runt Balsall Common är platt. Runt Balsall Common är det tätbefolkat, med 659 invånare per kvadratkilometer. Närmaste större samhälle är Birmingham, 19,6 km nordväst om Balsall Common. Trakten runt Balsall Common består till största delen av jordbruksmark.